# أليكس راموس
أليكس راموس (بالإنجليزية: Alex Ramos)‏ مواليد 17 يناير 1961 في مانهاتن، نيويورك، هو ملاكم أمريكي يصنف ضمن فئة الوزن المتوسط.

## إحصائيات
خاض خلال مسيرته 51 نزالا، فاز في 39 وتعادل في 2 وخسر في 10. فاز بالضربة القاضية في 24 نزالا.

## روابط خارجية
- أليكس راموس على موقع بوكس ريك (الإنجليزية) (registration required)